# 韋迪利齊
51°27′45″N 30°50′55″E / 51.46250°N 30.84861°E
韋迪利齊（烏克蘭語：Ведильці），是烏克蘭北部切爾尼希夫州切爾尼希夫區米哈伊洛-科秋宾斯凯市镇的村落。始建於1619年，面積6.5平方公里，海拔高度148米，2001年人口1,051，人口密度每平方公里161.69人。